# 2013年アジアユースパラゲームズ
2013年アジアユースパラゲームズ（The 3rd Asian Youth Para Games）は2013年に開催された第3回アジアユースパラゲームズ。2013年10月26日から30日の日程でマレーシアのクアラルンプールで開催された。

## 実施競技
- 陸上競技（ブキット・ジャリル国立競技場）
- 水泳（ブキット・ジャリル国立水泳場）
- 柔道（プトラ・インドア・スタジアム）
- チェス（コモンウェルス・ヒル）
- ボウリング（メガレーンズ）
- 重量挙げ（ティティワンサ・スタジアム）
- バドミントン（ジュアラ・スタジアム）
- 車いすテニス（国立テニスセンター）
- ボッチャ（クアラルンプール・バドミントン・スタジアム）
- アーチェリー（国立アーチェリーセンター）
- 車いすバスケットボール（パナソニック・シャーアラム・スポーツ競技場）
- 卓球（OCM室内スポーツ競技場）
- ゴールボール（MPSJ室内競技場）
- シッティングバレーボール（パラリンピック・スポーツ競技場）